# Jessica Paré
Jessica Paré, född 5 december 1980 i Montréal i Québec, är en kanadensisk skådespelare.
Jessica Paré fick sitt genombrott i ungdomsfilmen Lost and Delirious (2001). Hon är bland annat känd för rollen som Don Drapers fru Megan Draper i TV-serien Mad Men. Karaktären introducerades i säsong fyra av serien. Paré har även spelat i långfilmen Wicker Park (2004). 
Mellan 2007 och 2010 var Paré gift med filmproducenten Joseph M. Smith.

## Filmografi i urval
- 2001 – Lost and Delirious
- 2004 – Wicker Park
- 2010–2015 – Mad Men (TV-serie)
- 2015 – Brooklyn
- 2017–SEAL Team – [[{{{3}}}|{{{3}}}]] (TV-serie)